# Daddala brevicauda
Daddala brevicauda är en fjärilsart som beskrevs av Alfred Ernest Wileman och South 1921. Daddala brevicauda ingår i släktet Daddala och familjen nattflyn. Inga underarter finns listade i Catalogue of Life.